# 新和町
新和町（しんわまち）は、かつて熊本県の天草郡にあった町である。「竜と楊貴妃の里・新和」を町の標語に掲げていた。
新和町には、楊貴妃の伝説が残されている。伝説では、楊貴妃は安史の乱の際に一度死んだが後に息を吹き返し、日本へ落のびる最中に天草の沖で船が難破し、新和町に流れ着き竜洞山で生活していたという。
2006年（平成18年）3月27日に本渡市、牛深市、天草郡有明町、御所浦町、倉岳町、栖本町、五和町、天草町、河浦町と合併し、天草市となった。かつての町域は天草市新和町となっている。

## 地理
天草諸島の下島東部に位置した。
- 山：竜洞山
- 滝：神掛けの滝

## 歴史
- 1954年（昭和29年）11月1日 - 天草郡宮地村・中田村・碇石村・大多尾村が合併し、新和村が発足。
- 1961年（昭和36年） 4月1日 - 新和村が町制施行し、新和町となる。
- 2006年（平成18年）3月27日 - 本渡市・牛深市・天草郡御所浦町・倉岳町・栖本町・五和町・天草町・河浦町・有明町と合併し、天草市となる。

## 行政
- 町長：富田善三郎（とみたぜんざぶろう）（2002年11月 - ）3期目

## 経済

### 産業
町の特産品は、新和焼酎「天草」、茶、アオサ、醤油、みそ、こっぱ餅。こっぱ餅は乾燥させたサツマイモともち米、上白糖から作られる天草の名産品である。

## 教育

### 小学校
- 新和町立新和小学校
- 新和町立大多尾小学校（2011年に新和小学校へ統合し廃校）

### 中学校
- 新和町立新和中学校

## 交通

### 鉄道路線
新和町内には鉄道路線がないが、九州産業交通バスで本渡市を経由して、JR九州鹿児島本線 熊本駅や三角線 三角駅に出ることができる。

### 路線バス
- 九州産業交通バス
  - 本渡バスセンター行き
  - 牛深港行き
  - 一町田中央行き
  - 中田行き
  - 立行き
  - 下大多尾行き
  - 上平行き

### 航路
- 天長フェリー
  - 諸浦港（鹿児島県出水郡長島町） - 片側港（鹿児島県出水郡長島町） - 中田港

## 名所・旧跡・観光スポット・祭事・催事

### 名所・旧跡
- 竜洞山公園（みどりの村）
- 歴史民俗資料館
- 五輪塔
- 麟仙宮
- 天附古墳
- 立海水浴場
- 惣津島

### 祭事
- 新和町一周駅伝（1月中旬）
- 天草ロードレース（2月中旬）
- 天草下島一周サイクルマラソン（3月上旬）
- 大宮地祇園大祭（4月上旬）
- 虫追い祭り（4月下旬）（町内4地区）
- 竜洞山フェスティバル（5月上旬）
- サマーフェスティバル（8月下旬）
- 青年団ふるさとの祭典（10月中旬）
- 大宮地八幡宮大祭（10月第三日曜日）
- 大多尾えびす祭り（11月中旬）
- しんわ楊貴妃祭り（11月下旬）